# Repérage des constellations/14
- Bouvier
- Chiens de chasse
- Vierge
- Centaure

Lever d'Altaïr, de l'Aigle, héliaque début janvier. Coucher d'Alphard, de l'Hydre.

## Constellations visibles
Trois grandes constellations culminent:
- Au Sud, la très riche constellation du Centaure domine le firmament.
- Sur l'équateur céleste, la Vierge, marquée par Spica.
- Au Nord, le Bouvier, avec Arcturus.

## Alignements
L'alignement qui culmine est celui d'Arcturus, du Bouvier. Pour identifier Arcturus, on part du manche de la Grande Casserole dans la Grande Ourse, on prolonge un arc de cercle jusqu'à Arcturus, puis on prolonge cette direction jusqu'à Spica de la Vierge. Dans cette direction générale Nord-Sud, on trouve ensuite (assez approximativement) γ de l'Hydre, ι et γ du Centaure, pour finir sur la Croix du Sud.
Le zodiaque qui dessine un grand cercle partant de Pollux des Gémeaux (peut-être déjà couchés), Régulus du Lion, Spica de la Vierge, Antarès du Scorpion et s'achevant sur Nunki du Sagittaire (probablement pas encore levé).